# Liogenys cartwrighti
Liogenys cartwrighti är en skalbaggsart som beskrevs av Frey 1969. Liogenys cartwrighti ingår i släktet Liogenys och familjen Melolonthidae. Inga underarter finns listade i Catalogue of Life.